# Deir al-Bukht
Deir al-Bukht (en arabe :  دير البخت , également orthographié Deir al-Bukhit or Dayr al-Bakht) est une ville du sud de la Syrie, rattachée administrativement au gouvernorat de Deraa. Faisant partie du district d'Al-Sanamayn, elle se trouve à 63 kilomètres au sud de la capitale Damas. Elle est bordée par les localités d'al-Sanamayn au sud, Kafr Shams au sud-ouest, Deir al-Adas à l'ouest, Ghabaghib au nord-est, Muthabin à l'est et Jabab au sud-est. Selon le Bureau central syrien des statistiques (en), Deir al-Bukht avait une population de 5 381 lors du recensement de 2004.

## Histoire
Le nom « Deir al-Bukht » signifie « couvent des chameaux de Bactriane » en arabe. Selon le géographe arabe du XIIIe siècle Yaqout al-Rumi, Deir al-Bukht était auparavant connue sous le nom de « Deir Mikhail », un monastère dédié à Saint-Michel. La localité reçoit son nom actuel au VIIIe siècle, époque à laquelle le calife des Omeyyades Abd al-Malik ibn Marwan prend l'habitude de seller un chameau au monastère,.
Un membre de la famille des Abbassides, Ali ibn Abdullah ibn Abbas,, entretient un jardin à Deir al-Bukht durant le règne d'al-Walid Ier, le successeur d'Abd al-Malik. Ali est accusé d'avoir voulu tuer son frère adoptif Salit à Deir al-Bukht ; cependant le calife Sulaymāne et Ubayd Allah ben Ziyad empêchent l'acte en convainquant Ali d'épargner son frère. Ali est alors emprisonné.
En 1596, Dayr al-Buht est mentionné dans les listes d'impôts ottomanes ; la localité faisait alors partie du nahié de Bani Kilab, dans le sandjak du Hauran. Le village était composé de 15 foyers et de six personnes célibataires. Sa population était entièrement musulmane. Les habitants devaient payer des taxes sur le blé, l'orge, les chèvres et les ruches d'abeilles.
Au XIXe siècle, le théologien Edward Robinson affirme que le village de Deir al-Bukht est entièrement musulman.
Durant la période du mandat français, Deir al-Bukht est le centre du clan 'Al al-Zubi, qui contrôlait 16 villages du Haurant, dont Khirbet Ghazaleh et al-Musayfirah, et qui y enseignait la religion de la Qadiriyya, une confrérie soufie datant du XIIe siècle. Le dirigeant du clan était Muflih al-Zubi, qui était également député du mandat français de Syrie.